# شاهدخت نیتابه
شاهدخت نیتابه (به ژاپنی: 新田部皇女, Niitabe no himemiko); ۱ ژانویهٔ ۰۶۵۰ – ۲۳ اکتبر ۰۶۹۹) دختر امپراتور تنجی  اهل ژاپن در دوره آسوکا بود. او خواهر بزرگتر شاهدخت آسوکا و همسر غیراصلی امپراتور تنمو بود. یکی از پسران او شاهزاده تونری بود.

## جستارهای اصلی
- اصلاحات تایکا